# إذاعة البيان
إذاعة البيان كانت أول إذاعة تابعة لتنظيم الدولة الإسلامية (داعش)، بدأت بثها الأول سنة 2014، لتتوقف عن العمل نهائيًّا بعد مرور 3 أو 4 سنوات. بثَّت الإذاعة أخبارًا محلية وعالمية وبرامج أخرى بعدة لغات منها: العربية، والكردية، والإنجليزية، والفرنسية، والروسية ولغات أخرى. نشأت الإذاعة بمدينة الموصل بالعراق، وكانت برامج الإذاعة على درجة عالية من الاحترافية. أذاعَت إذاعة البيان الأخبار المحلية اليومية عن العمليات العسكرية لتنظيم الدولة الإسلامية، والأخبار العالمية ونقلت عنها إذاعات أجنبية أخرى أخبارها، مثل: أسوشيتد برس وواشنطن بوست.
في فبراير 2015، سيطر تنظيم الدولة الإسلامية في ليبيا على محطة الإذاعة في سرت، وكما امتلك التنظيم في مدينة سرت محطة تلفزيونية فضائية ومحطة إذاعية على تردد 94.3 FM، وعملت الإذاعة تحت اسم «التوحيد»، وبدأت البث في شهر أكتوبر 2015، وكانت تبث بطاقة 10 كيلووات والذي أوصل بثها إلى أوروبا.

## برامج الإذاعة
انطلق البث الأول لإذاعة البيان في أواخر 2014، والتي كانت تقدم نشرات الأخبار في البداية، ثم أضيف بعض البرامج الأخرى في أبريل من عام 2015، حيث أصبحت تقدم مجموعة واسعة من البرامج الدينية وتلاوات القرآن الكريم، والأناشيد، والمقابلات واللقاءات الإذاعية؛ ويتخلل ذلك نشرات الأخبار على رأس كل ساعة.

### برامج بثتها الإذاعة
- القرآن الكريم ختمة صوتية
- الاختيار السديد في متون التوحيد
- دروس في التوحيد
- تفسير سورة الفاتحة
- الولاء والبراء
- لماذا نقاتل ومن نقاتل
- مفيد المستفيد في كفر تارك التوحيد
- فصل الكلام في نواقض الإسلام
- البراعة في تبيان شرك الطاعة
- شبه وردود
- مسائل وأحكام
- مجالس إيمانية
- شجرة الإيمان
- جدد إيمانك
- شرح السنة للإمام البربهاري
- السجلات الحافظة لحقيقة الرافضة
- الرافضة تاريخهم و عقيدتهم
- القواصم الداحضة لعقيدة الرافضة
- الإخوان المرتدون
- حزب البعث تاريخه وعقيدته
- الطواغيت ومشايخ السوء
- بيان مسائل منهجية
- يعلمكم أمر دينكم
- شرح عمدة الأحكام
- نزهة الأحباب في قصص ومآثر الأصحاب
- دورة شرعية في تسهيل الأحكام الفقهية
- بلوغ المآرب في التعليق على نيل المطالب
- السنة سفينة النجاة
- تسهيل فقه العبادات
- أبواب خلف النبي صلى الله عليه وسلم
- الإسلام دين ودولة
- دروس فقهية ووقفات وعظية
- من بيوت الرحمن
- دعاء الأنبياء
- وتواصوا بالحق
- توجيهات وذكرى
- لطائف قرآنية
- شرح كلمات من آيات بينات
- العيد وأحكامه
- طبيبك عبر الأثير
- واعتصموا
- سير أعلام الشهداء
- مقالات في الطب النبوي
- شرح القواعد الأربع
- زيارة القبور والاستنجاد بالمقبور
- الأيمان والنذور
- مع الحور
- محاضرات من الثغور
- موارد الظمآن إلى فضائل رمضان
- تجديد الإيمان بطاعة الرحمن
- دين الإسلام وجماعة المسلمين
- ففروا إلى الله
- تداعي أمم الكفر على دولة الإسلام
- شحذ الهمم لدفع عادية الأمم
- مختصر زاد المعاد
- وتلك الأمثال
- شرح ما أخرجه الشيخان من أحاديث الشياطين والجان
- تفسير البيان بآيات القرآن
- الملخص المفيد في أحكام التجويد
- مسائل في فقه الجهاد
- رسائل من القلب
- الزاد في الحث على الجهاد
- الخلافة شروطها وصحتها
- بدمائهم نصحوا
- الكنز الثمين في أخلاق المجاهدين
- منحة الفتاح في أهم أحكام السلاح
- تذكير الرجال بما أنزل المتعال في المتخلفين عن القتال
- الوصية الثلاثينية لأمراء وجنود
- زاد المجاهد
- مقتطفات من كلمات أئمة الجهاد
- تكبيرات ذي الحجة
- أذان بصوت الإخوة الموحدين
- نداء المؤمنين
- أحاديث خاصة بالنساء
- تذكرة القلوب
- بدائع المختارات من المطويات والكتابات
- يا صاحبي السجن
- ثمار المعرفة
- تأملات ومواعظ
- السنا الدافق من المواعظ والرقائق
- المواعظ الهامة في أهوال يوم القيامة
- شمائل النبي صلى الله عليه وسلم
- أحاديث النبي العدنان في أحداث آخر الزمان
- إحياء سنة - سنن النبي صلى الله عليه وسلم
- شرح الآجرومية - قواعد اللغة عربية
- أدعية وأذكار
- قصة وعبر
- أسباب النصر والهزيمة في قصص بني إسرائيل
- قصة نفير
- شرح الأحاديث القدسية
- أعلام من السلف
- منظومات شعرية
- إمتاع السامعين بقصص أئمة التابعين
- البر حسن الخلق
- خير القرون
- يوميات معاوية وسالم (للأطفال تعليمي)
- حلقات متنوعة
- الثمار الطيبات من سير الصحابيات
- خطب منبرية
- محاضرات ومقالات
- الدروس والعبر من سيرة خير البشر
- رقائق القلوب
- أسئلة في العقيدة
- تأملات في سورة الحجرات
- التفسير المبين لكتاب رب العالمين
- أحكام الصيام
- جلاء الأفهام في شرح نواقض الإسلام
- دلائل البيان في تفسير القرآن
- الروضة البهية في الدروس الفقهية
- القول المبين في شرح الأربعين
- سبيل الوصول في شرح ثلاثة الأصول
- مسائل من كتاب الإيمان
- الألفاظ المنهية
- الجنى الرغيد من ثمار التوحيد
- أعمال القلوب
- في رحاب الجهاد
- الكلم الطيب
- المكلومون في سبيل الله
- بركات العمر
- الوصايا الحسان
- ابتهالات
- فلاشات من برامج الإذاعة
- فلاشات متنوعة
- حياتك والطاقة
- الخطب الحسان من منابر الإيمان
- الابتلاء تطهير ونعمة
- العشر الأواخر
- فلاشات من الإصدارات
- توجيهات رمضانية
- وذكر
- خطوة بخطوة
- جولة في دواوين الدولة
- من دون إعداد
- مراسلون
- قراءة في الأحداث
- فواصل رمضانية
- فواصل تذكرة القلوب
- خلدون وميمون  (برنامج للأطفال)
- شرح المنهيات المروية عن خير البرية
- وقفات في الظلال
- رد الأباطيل
- أحاسنكم أخلاقًا
- النشرة الإخبارية
- أخبار عالمية
- فسألوا أهل الذكر
- فتاوى مختارة
- فتاوى عبر الأثير
- كلمات القادة